# NGC 3700
NGC 3700 est une galaxie spirale barrée relativement éloignée et située dans la constellation de la Grande Ourse. NGC 3700 a été découverte par l'astronome irlandais Robert Stawell Ball en 1867.

## Caractéristiques
Sa vitesse par rapport au fond diffus cosmologique est de 9 367 ± 19 km/s, ce qui correspond à une distance de Hubble de 138,2 ± 9,7 Mpc (∼451 millions d'al).
La classe de luminosité de NGC 3700 est I-II.